# Брадат лешояд
Брадатият лешояд (Gypaetus barbatus) е едра дневна граблива птица, срещаща се много рядко на територията на България. Другите му имена са брадат орел, алпийски орел и костобер.

## Подвидове
- G. b. altaicus
- G. b. aureus
- G. b. barbatus
- G. b. haemachalanus
- G. b. meridionalis

## Физическа характеристика
- Дължината на тялото – 95 – 105 cm.
- Размаха на крилете – до 280 cm.
- Тегло – 5 – 7 кг.
- Продължителност на живота – до 40 г. в неволя.

## Разпространение и местообитание
Среща се в Европа, Азия и Африка.

## Начин на живот и хранене
Храни се основно с мърша и кости от умрели животни, които вдига във въздуха и пуска от високо, за да се строшат и станат подходящи за храна. Чупи черупката на костенурки по подобен начин преди да ги изяде. Понякога улавя някои по-слабо подвижни и дребни животни.
Размахът на крилата достига до 2,5 m, а дължината на тялото – до 1,1 m. Диаметърът на гнездото е до 2 m. В продължение на няколко десетилетия единственият зоопарк в света, където в плен се размножават брадати лешояди е Софийската зоологическа градина. Там от 1916 до 1927 г. една двойка излюпва 11 малки

## Размножаване
- Гнездо – по високи скали, в строежа му включва кости. Всяка година се връща в същото гнездо.
- Яйца – 1 – 2 броя, размери 39 х 31 mm.
- Мътене – трае 53 – 60 дни. Мъти само женската. Най-често второто излюпило се пиле умира след няколко дни. Напускат гнездото на около 106 – 130 дни.
- Отглежда едно люпило годишно.
- Полова зрялост настъпва към четвъртата-петата година.
- Моногамни птици.

- Gypaetus barbatus aureus
- Gypaetus barbatus hemachalanus

## Природозащитен статут
- Червен списък на световнозастрашените видове (IUCN Red List) – Потенциално застрашен (Near Threatened NT)[7]
- Директива за птиците за ЕС – Приложение 1[8]
- Червена книга на България – Изчезнал[9]

През 2007 г. е стартирана програма за реинтродукция (връщане) на брадатия лешояд в България, изпълнявана от природозащитната организация Зелени Балкани.